# Alexander E. Kaplan
Alexander E. Kaplan (* 9. Juni 1938 in Kiew; † 31. Dezember 2019) war ein sowjetisch-US-amerikanischer Physiker, der sich mit nichtlinearer Optik und Quantenoptik befasste.
Kaplan studierte Physik an der Moskauer Physikalisch-Technischen Hochschule mit dem Diplom-Abschluss 1961 und wurde 1967 an der Russischen Akademie der Wissenschaften und der Staatlichen Universität Gorki promoviert (in Physik und Mathematik). 1961 bis 1963 forschte er an einem staatlichen Labor bei Moskau und 1963 bis 1979 war er an verschiedenen Instituten der Sowjetischen Akademie der Wissenschaften. 1979 bis 1982 war er am  Francis Bitter Magnetic Laboratory des Massachusetts Institute of Technology, 1982 bis 1987 Professor für Elektrotechnik an Purdue University und ab 1987 Professor an der Johns Hopkins University.
Er war 1981 Gastwissenschaftler am Max-Planck-Institut für Quantenoptik in Garching bei München. Er war am Los Alamos National Laboratory (1981), Berater von Honeywell und 1980 bis 1981 der Bell Laboratories und er forschte für das Office of Scientific Research der U.S. Air Force.
Er war Theoretiker und lieferte Beiträge zu verschiedenen Bereichen der nichtlinearen Optik wie Erzeugung höherer Harmonischer, Selbstfokussierung, optische Bistabilität und Nichtlinearitäten an Grenzflächen, Hysterese-Effekte, Multi-Photon-Resonanzen und Quantenoptik einzelner Elektronen in Fallen, lichtinduzierte Nicht-Reziprozität, Solitonen, nichtlineare Röntgenoptik, ultrakurze Laserpulse, relativistische nichtlineare Optik, Stosswellen in Nanoclustern. Er befasste sich mit der Theorie von Zweizustandssystemen in starken Feldern, mit dem Sagnac-Effekt in nichtlinearen Ring-Resonatoren und optischen Gyroskopen, Röntgenstrahlung von Elektronen in periodischen Strukturen (speziell Supergitter), Vierwellenmischung und deren Instabilitäten.
2005 erhielt er den Max Born Award. 1996 erhielt er den Humboldt-Forschungspreis, mit dem er an der Universität Ulm war. Er war Fellow der American Physical Society und der Optical Society of America.
Er hatte die US-amerikanische Staatsbürgerschaft.